# پارک ملی دایسن-اوکی
پارک ملی دایسن-اوکی (به لاتین: Daisen-Oki National Park) یک پارک ملی و منطقهٔ مسکونی در ژاپن است که در Honshū, Japan واقع شده‌است.